# Pop 100 Airplay
Le Pop 100 Airplay est un classement qui a été créé en 2005, il sort hebdomadairement dans le magazine Billboard aux États-Unis. Il a classé les chansons par diffusion (airplay) sur les Top 40 Mainstream stations de radio, les ventes de singles et les téléchargements numériques.